# Daidalometra
Genre
Daidalometra est un genre de comatules de la famille des Thalassometridae.

## Liste des espèces
Selon World Register of Marine Species (13 avril 2015) :
- Daidalometra arachnoides (AH Clark, 1909) -- Pacifique ouest (20~110 m de profondeur)
- Daidalometra eurymedon AH Clark, 1950 -- Philippines (~550 m de profondeur)
- Daidalometra hana (AH Clark, 1907) -- Japon (100~250 m de profondeur)